# François de Montmorency-Laval

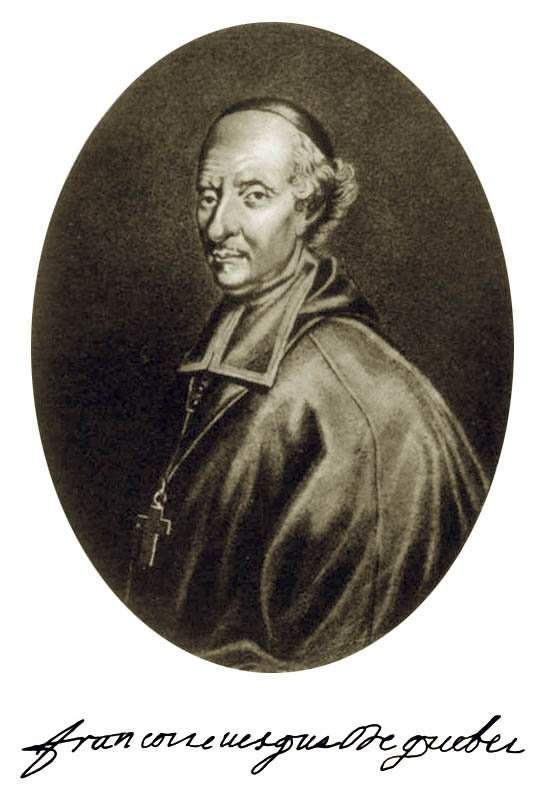
François de Montmorency-Laval.

François Xavier de Montmorency-Laval (Montigny-sur-Avre, 30 april 1623 - Québec, 6 mei 1708) was van 1674 tot 1688 de eerste katholieke bisschop van Québec. Hij behoorde tot het huis Montmorency en wordt door de rooms-katholieke kerk vereerd als heilige.

## Levensloop

### Leven in Frankrijk
François de Montmorency-Laval was een zoon van Hugues de Montmorency-Laval, heer van Montigny-sur-Avre, uit diens huwelijk met Michelle de Péricard, die stamde uit een familie van ambtenaren die in Normandië de Franse Kroon dienden. Hoewel hij van adellijke afkomst was, werd zijn familie niet als welvarend beschouwd. François had vijf broers en twee zussen, waarvan er twee ook een religieuze carrière gingen volgen: zijn jongste broer Henri trad in bij de Benedictijnen en zijn zus Anne Charlotte werd zuster in de Congregatie van Zusters van het Gezegende Sacrament. 
Hij zou voorbestemd zijn geweest voor een kerkelijke loopbaan en in zijn jeugd bleek hij al snel een scherpzinnige en intelligente jongeman te zijn. In 1631 ging hij schoollopen in het Jezuïetencollege van La Flèche. Hij bleef daar tot in 1642, waarna hij filosofie en theologie ging studeren aan het College de Clermont in Parijs. In 1637 kreeg hij ook de functie van kanunnik van de Kathedraal Notre-Dame van Évreux. Nadat zijn twee oudste broers overleden waren en François de erfgenaam van zijn familie werd, zette zijn moeder hem onder druk om de landerijen van zijn vader te beheren. Hij bezweek echter niet onder de druk en hield vast aan zijn kerkelijke loopbaan. Uiteindelijk werd het beheer van de landerijen van zijn familie overgenomen door zijn broer Jean Louis.
Nadat hij zijn studies had voltooid werd hij op 1 mei 1647 tot priester gewijd en in december dat jaar werd hij benoemd tot aartsdiaken van het bisdom Évreux, een functie waarin hij het toezicht had over 155 parochies en vier kapellen. François zou zijn taak met veel ijver en enthousiast hebben aangevat en de volgende jaren wijdde hij zich aan het scheppen van orde in zijn parochies, het voorzien van hulp aan armen en het verzorgen van zieken en engageerde hij zich in verschillende vormen van liefdadigheid.
François droomde er al jaren van om als missionaris te werken. Toen hij in 1654 het aanbod kreeg om missiewerk te verrichten in Tonkin en Indochina, nam hij dan ook meteen ontslag als aartsdiaken en reisde hij naar Rome, waar hij anderhalf jaar zou blijven. De Congregatie voor de Evangelisatie van de Volkeren verzette zich echter tegen de missie, die uiteindelijk niet doorging. Na zijn periode in Rome leefde hij drie jaar in een klooster in Caen, waar hij zich bezighield met bidden en liefdadigheid. Ook was hij betrokken bij de hervorming van het klooster en ging hij in die periode twee nonnenkloosters beheren.

### Stichter van de Canadese Kerk
Op 3 juni 1658 werd François de Montmorency-Laval benoemd tot apostolisch vicaris in Nieuw-Frankrijk en titulair bisschop van Petra, hetgeen hem de autoriteit gaf om de katholieke kerk in Canada uit te bouwen. Op 8 december dat jaar werd hij officieel gewijd tot apostolisch vicaris en op 13 april 1659 vertrok in La Rochelle het schip dat hem naar Nieuw-Frankrijk voer. Op 16 juni kwam hij aan in Quebec en dezelfde dag begon hij aan zijn taken: hij doopte een jonge Wendat en gaf een stervende man de laatste sacramenten.
Hoewel klein in omvang, bood de kolonie een aantal uitdagingen voor Laval. Hij merkte dat hij veel concessies  moest doen aan een schaarse bevolking die het niet zo nauw nam met de strakke kerkdiscipline. Ook diende hij om te gaan met Abbé de Queylus, die in de kolonie reeds opereerde als vicaris-generaal en onder suzereiniteit stond van de aartsbisschop van Rouen, die de complete kerkelijke jurisdictie over de kolonie claimde. Queylus bleef de volgende jaren opkomen voor zijn eigen autonome positie en Laval moest in die periode vaak om steun smeken bij koning Lodewijk XIV van Frankrijk en de Heilige Stoel. In 1674, vijftien jaar na zijn aankomst in Nieuw-Frankrijk, vroeg Laval of Nieuw-Frankrijk een volwaardig onafhankelijk bisdom kon worden. Zijn verzoek werd ingewilligd en hij werd benoemd tot de eerste bisschop van Quebec.
Als bisschop was het niet alleen zijn droom om de katholieke kerk in Nieuw-Frankrijk uit te bouwen, maar ook om zijn toekomstige leiders op te leiden en te onderwijzen. Met het oog daarop stichtte hij in maart 1663 het Grand Séminaire van Quebec, dat als hoofddoel het opleiden van toekomstige missionarissen had. Ook wilde hij met het seminarie priesters en parochies financieel ondersteunen. Hiervoor boorde hij zijn eigen fortuin aan en overtuigde hij ook koning Lodewijk XIV om hem de inkomsten uit drie Franse abdijen te schenken. Daarnaast wilde hij de bevolking laten bijdragen aan het onderhoud van religieuze instellingen door een belasting in te voeren ter waarde van een dertiende van de landbouwopbrengst. Nadat dit evenwel op gewelddadig protest was gestuit, werd de belasting verlaagd tot een 26ste van de opbrengst.
Sinds zijn aankomst in Nieuw-Frankrijk hield Laval zich bezig met het opzetten en organiseren van een parochiaal systeem, met als doel om priesters in de kolonie zelf op te leiden. In 1681 legde hij de grenzen van de parochies permanent vast, in een poging de positie van de kerk te verstevigen. Nadat hij elke parochie had bezocht, kwam Laval tot het besef dat zijn gezondheid begon achteruit te gaan en dat hij niet langer in staat was om een groot aartsbisdom te leiden, dat reikte van Acadië tot het Michiganmeer. Als gevolg droeg hij zijn verantwoordelijkheden als bisschop in 1688 over aan Jean-Baptiste de La Croix de Chevrières de Saint-Vallier. Na zijn aftreden bleef de Montmorency-Laval tot op zeer hoge leeftijd de hoogste religieuze autoriteiten van de kolonie ondersteunen. Ook hielp hij armen en gaf hij veel giften aan liefdadigheidswerken. In 1707 kreeg hij een maagzweer, die hem op 6 mei 1708 het leven zou kosten. François de Montmorency-Laval kreeg zijn laatste rustplaats in de kathedraal Notre-Dame de Québec, terwijl zijn hart werd bijgezet in de kapel van het Grand Séminaire in Quebec.
Zijn graf in de Notre-Dame de Québec werd een schrijn voor publieke verering. In 1980 werd hij zalig verklaard door paus Johannes Paulus II en op 3 april 2014 volgde zijn heiligverklaring door paus Franciscus.
- Bibliothèque nationale de France: cb11950333p (data)
- Gemeinsame Normdatei: 119127598
- International Standard Name Identifier: 0000 0000 8115 2022
- Library of Congress Control Number: n81084501
- Nationale Bibliotheek van Tsjechië: jx20070312008
- Nationale Bibliotheek van Israël: 987007448484905171
- SNAC: w68k8bzw
- Système universitaire de documentation: 027469654
- Virtual International Authority File: 36926277
- WorldCat: E39PBJc7TkcxDJfjJFGmtXfyVC